# Altes Gymnasium Neuruppin

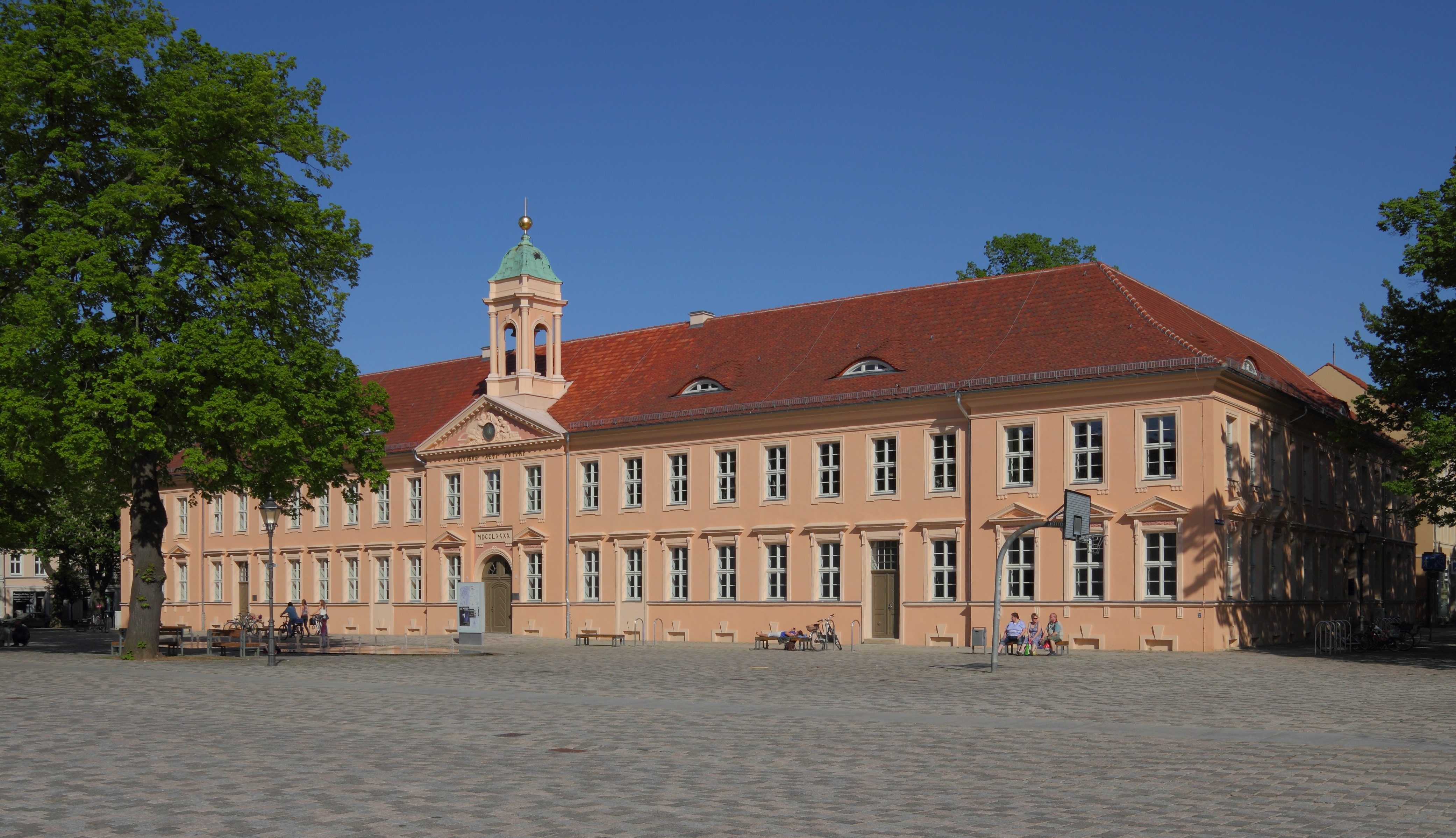
Altes Gymnasium, Fassade zum Schulplatz

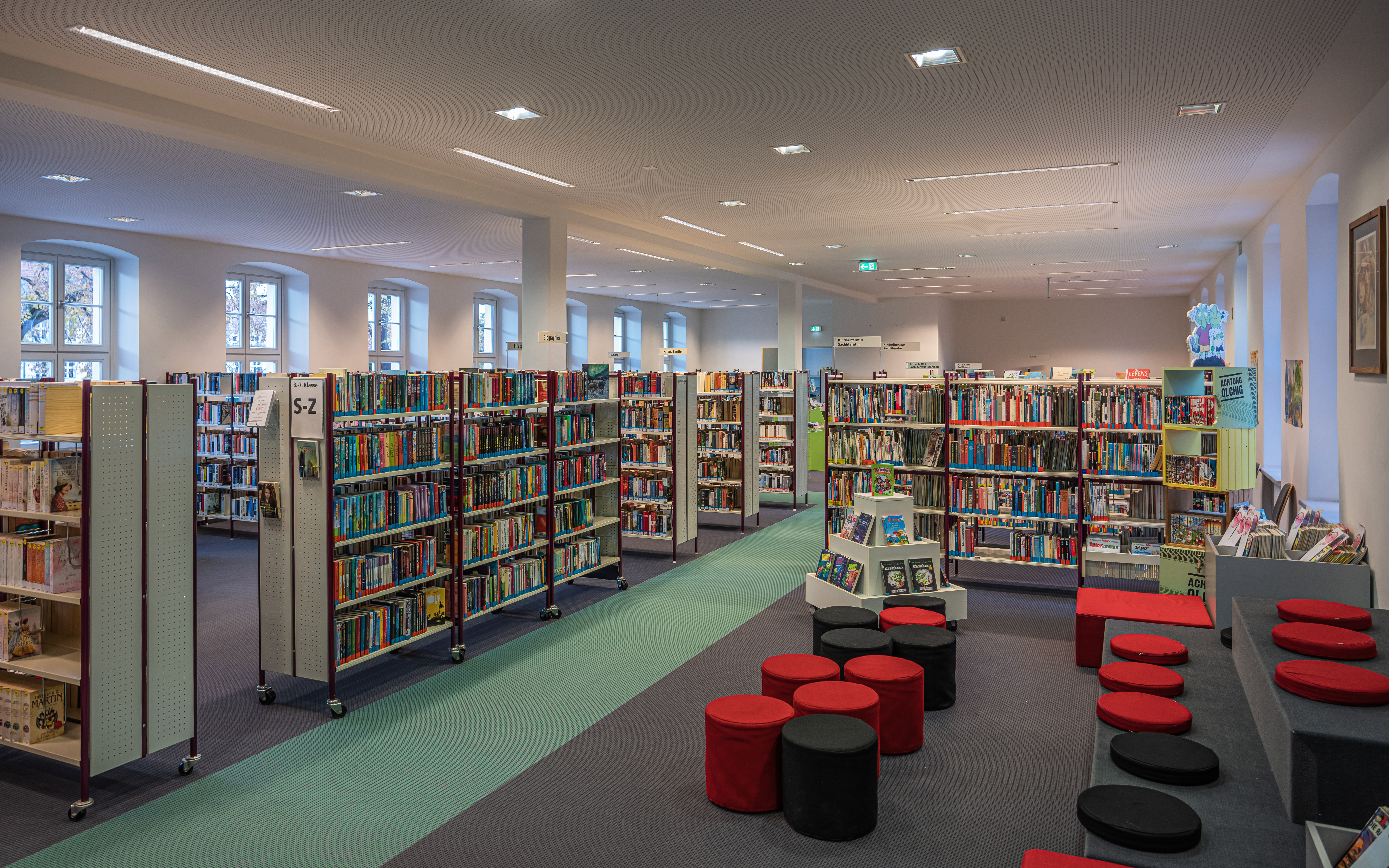
Stadtbibliothek im Alten Gymnasium

Das Alte Gymnasium Neuruppin ist ein öffentliches Gebäude in Neuruppin. Es wurde 1790 errichtet und sollte die ehemaligen Schulhäuser Neuruppins in einem Gebäude zusammenfassen. Die Inschrift über dem Hauptzugang: Civibus Aevi Futuri („Den Bürgern der künftigen Zeit“) geht auf Otto Carl Friedrich von Voß zurück. 1791 fand die feierliche Einweihung der Schule statt. Im darauffolgenden Jahr 1792 bekam sie den Namen Friedrich-Wilhelms-Schule. Ab 1974 wurde die historische Innenstruktur und Ausstattung bei Rekonstruktionsarbeiten zum großen Teil entfernt. 1982 öffnete das Gebäude als Kultur- und Bildungszentrum. 2009 – 2011 fanden Restaurierungsarbeiten statt. Heute sind hier die Kreismusikschule, die Jugendkunstschule, die Stadtbibliothek, die Theodor Fontane Gesellschaft e.V. und die Medizinische Hochschule Brandenburg ansässig.
Bedeutende Schüler waren unter anderem: Karl Friedrich Schinkel, Theodor Fontane, Wilhelm Gentz oder Julius Franz Lauer. Karl Eduard Haase war hier Lehrer.